# سیگنال گسسته

سیگنال نمونه‌برداری شده گسسته

سیگنال دیجیتال

سیگنال گسسته، سیگنالی است که به ازای تمامی مقادیر درمحور زمان رفتار پیوسته‌ای ندارد. در واقع سیگنال گسسته تنها از حیث زمان محدودیت دارد، ولی از حیث مقدار محدودیتی ندارد. حالت خاصی از این سیگنال، سیگنال دیجیتال است که در کامپیوتر با این نوع سیگنال سر و کار داریم. سیگنال دیجیتال علاوه بر اینکه در محور زمان گسسته می‌باشد مقادیری که سیگنال می‌تواند به خود اختصاص دهد نیز دارای محدودیت بوده و گسسته می‌باشد. در غالب موارد تمایز این دو نوع سیگنال چندان اهمیتی ندارد، چرا که هر دو عمدتاً سیگنال گسسته را بحث می‌کنند. برخلاف این سیگنالها سیگنال پیوسته نیز وجود دارد. سیگنال گسسته معمولاً از نمونه‌برداری از یک سیگنال پیوسته حاصل می‌شود.

## پردازش سیگنال گسسته
شاخه‌ای از علم پردازش سیگنال می‌باشد که سیگنال‌های گسسته را بررسی می‌کند. مهم‌ترین مبحث پردازش سیگنال گسسته نمونه‌برداری و به عبارت دیگر تبدیل سیگنال پیوسته به سیگنال گسسته می‌باشد.

## نمونه‌برداری
نمونه‌برداری از مهم‌ترین مباحث در پردازش سیگنال‌های گسسته است. در تئوری پردازش سیگنال گسسته اثبات می‌شود که حداقل فرکانس نمونه‌برداری بایستی دوبرابر پهنای باند فرکانسیِ سیگنال نمونه‌برداری‌شده باشد تا بتوان سیگنال پیوسته را از سیگنال نمونه‌برداری‌شده بازسازی کرد.